# Gylling (företag)

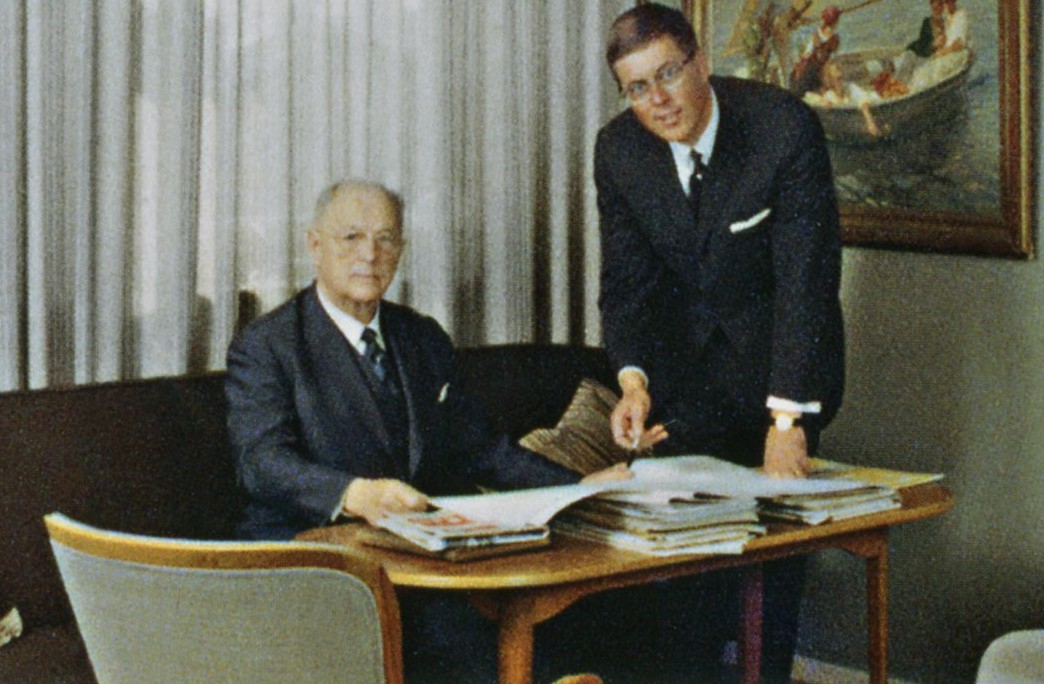
Bertil Gylling senior och junior 1960-tal.

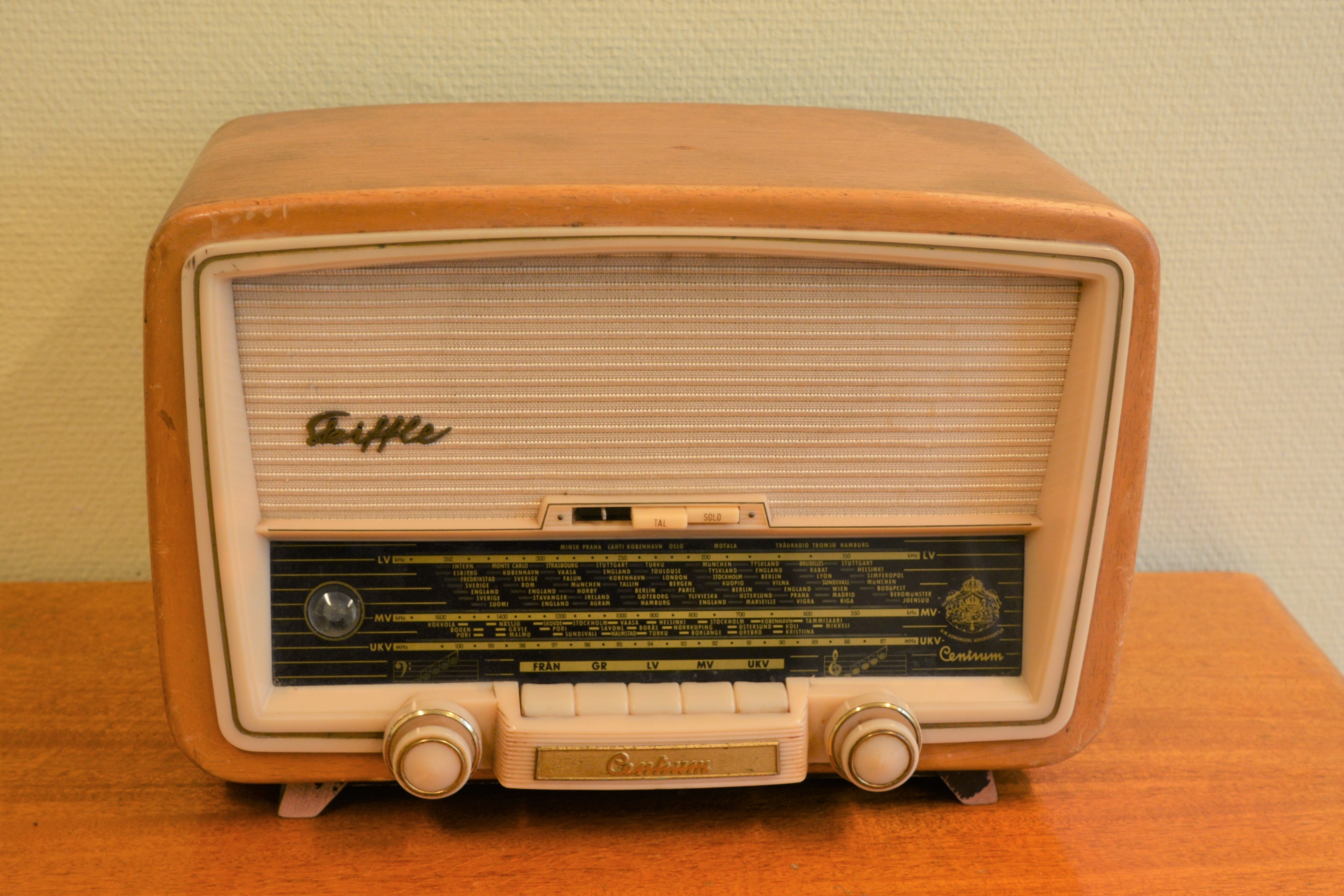
Bordsradio med rör, av märket Centrum

Gylling är ett svenskt företag som är känt för sin tidigare tillverkning av radio- och TV-apparater under varumärket Centrum och som agentur för bland annat Sony i Sverige. Bolaget går tillbaka till det av Bertil Gylling 1912 grundade företaget Gylling & Company och Centrum Radio som grundades 1937. Produktpaletten innehöll bland annat radioapparater, snabbtelefoner, TV-apparater (licenstillverkade) och antenner. Den egna radioproduktionen avvecklades 1964 och bolaget blev generalagent för utländska tillverkare.
Varumärket Centrum ägs (2014) av hemelektronikkedjan Netonnet, som använder det till eget designade lågbudgetapparater från Sydostasien. Några övriga kopplingar till av Gylling ägda intressen finns inte längre. Netonnet ägs i sin tur av familjeföretaget Siba.

## Historia

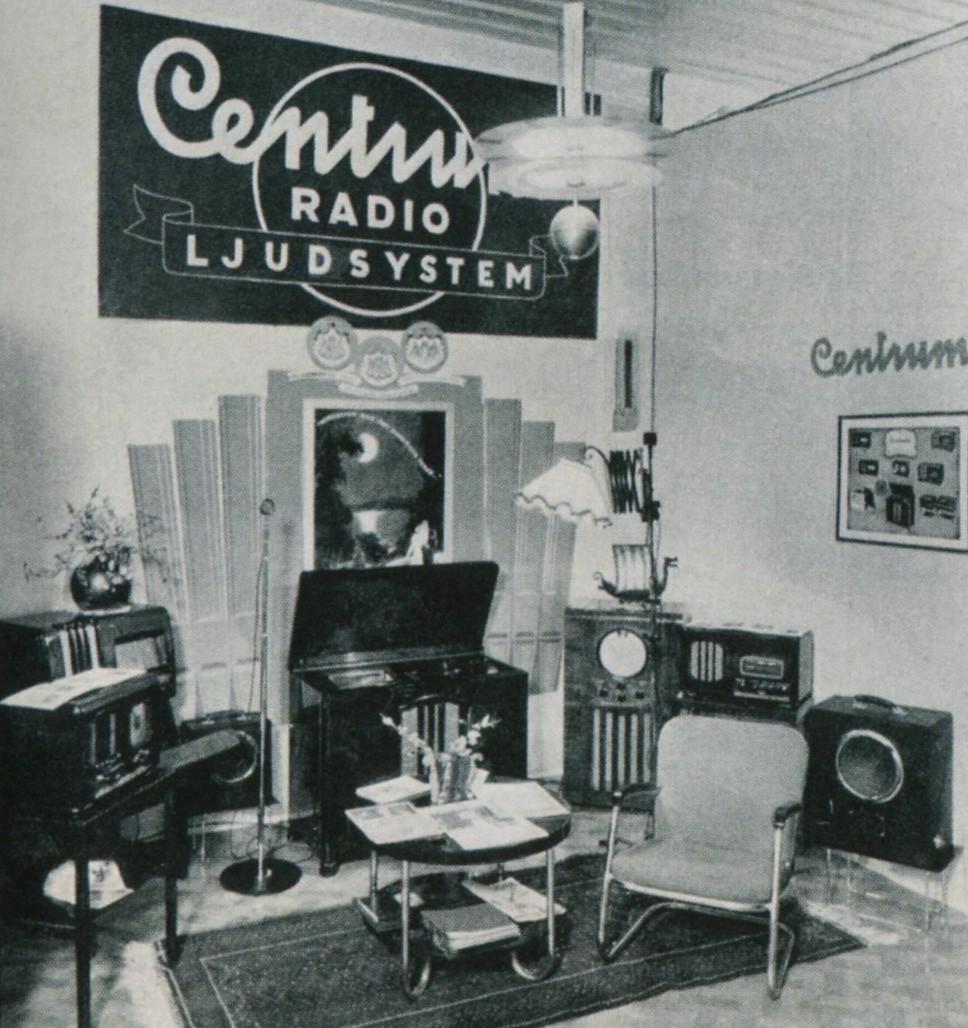
Centrum Radio Ljudsystem 1939.

År 1912 grundade Bertil Gylling bolaget Gylling & Company som var ett litet postorderföretag med bland annat leksaker, sällskapsspel, sybehör, hygienartiklar och psalmböcker i sortimentet. Gylling & Co började under 1920-talet sälja radioapparater av franskt ursprung med tillhörande koppartråd för den nödvändiga antennen. 1927 lanserades en kristallmottagare (byggd av DUX) som kostade inklusive hörlurar 28 kronor, den såldes i 10 000 exemplar. Under namnet “Centrum Radio” (grundat 1937) tillhandahöll Gylling ett stort sortiment av radioapparater med egen konstruktion och egen tillverkning vid Stadsgården i Stockholm. 
En stor reklam- och prestigemässig framgång blev att kung Gustaf V beställde en specialbyggd radioapparat efter kungens idé. Centrum-apparater “med den underbara tonen” levererades bland annat till påven Pius XI, kung Farouk I av Egypten och kejsaren Haile Selassie av Abessinien. Kronprins Gustav Adolf valde en Centrum bilradio till sin nya Mercedes. På 1930-talet blev Gylling & Co respektive Centrum Radio kunglig hovleverantör för både det svenska och det egyptiska hovet.
År 1955 hade Centrum Radio 600 medarbetare. Snabbtelefoner ur egen produktion blev företagets stora marknad. Snabbtelefonverksamheten med  fabrik i Oskarshamn såldes 1967 till LM Ericsson. År 1958 flyttade företaget till en industrifastighet i Gröndal (se Sjöfortet) och 1962 blev Gylling (junior) VD för Gylling & Co. Då hade man över 1 500 medarbetare. 1968 flyttade firman från Gröndal till Ulvsunda industriområde och Bertil  Gylling började trappa ner. Den egna radioproduktionen avvecklades 1964 och bara funktion som återförsäljare och generalagent fanns kvar, bland annat för Nordmende, Sony, Samsung och Apple  på 1970- och 1980-talen. 1985 förlorade bolaget Sony-agenturen då bolaget valde att bilda ett eget försäljningsbolag.
Under tidigt 1990-tal grundades Gylling Optima Batteries som tillverkade och marknadsförde högteknologiska bly- syrabatterier. Företaget såldes år 2000 till en av USA:s största batteriproducenter; JCI Inc. Idag (2011) är Gylling Teknik AB  ett helägt dotterbolag till det norska Gyllingbolaget Gylling Teknikk AS som grundades i maj 1983 och som i sin tur ingår i Gylling Gruppen.